# The Convict's Daughter (film 1912)
The Convict's Daughter è un cortometraggio muto del 1912 scritto, diretto e interpretato da Warwick Buckland. 
Si conoscono pochi dati del film che, prodotto dalla Hepworth, fu distrutto nel 1924 dallo stesso produttore, Cecil M. Hepworth. Fallito, in gravissime difficoltà finanziarie, il produttore pensò in questo modo di per poter almeno recuperare il nitrato d'argento della pellicola.

## Trama
Una giovane viene costretta a tradire il padre evaso da una delle guardie carcerarie. Il fuggitivo muore.

## Produzione
Il film fu prodotto dalla Hepworth.

## Distribuzione
Distribuito dalla Hepworth, il film - un cortometraggio di circa 198 metri - uscì nelle sale cinematografiche britanniche nel giugno 1912.